# Quo vadis homo sapiens
Quo vadis homo sapiens este un film românesc din 1982 regizat de Ion Popescu Gopo.